# Lubuk Resam Ilir
Lubuk Resam Ilir is een bestuurslaag in het regentschap Sarolangun van de provincie Jambi, Indonesië. Lubuk Resam Ilir telt 1549 inwoners (volkstelling 2010).